# Пабло Бенгоечеа
Пабло Бенгоечеа (ісп. Pablo Bengoechea; нар. 27 червня 1965, Ривера) — уругвайський футболіст, що грав на позиції півзахисника.
Виступав, зокрема, за клуби «Севілья» та «Пеньяроль», а також національну збірну Уругваю.

## Клубна кар'єра
У дорослому футболі дебютував 1985 року виступами за команду клубу «Монтевідео Вондерерс», в якій провів два сезони, взявши участь у 46 матчах чемпіонату.
Своєю грою за цю команду привернув увагу представників тренерського штабу іспанської «Севільї», до складу якого приєднався 1987 року. Відіграв за клуб з Севільї наступні п'ять сезонів своєї ігрової кар'єри. Більшість часу, проведеного у складі «Севільї», був основним гравцем команди.
Протягом 1992—1993 років захищав кольори аргентинського клубу «Хімнасія і Есгріма».
1993 року перейшов до клубу «Пеньяроль», за який відіграв 10 сезонів. Граючи у складі «Пеньяроля» також здебільшого виходив на поле в основному складі команди. Завершив професійну кар'єру футболіста виступами за команду «Пеньяроль» у 2003 році.

## Виступи за збірну
1986 року дебютував в офіційних матчах у складі національної збірної Уругваю. Протягом кар'єри у національній команді, яка тривала 12 років, провів у формі головної команди країни 43 матчі, забивши 6 голів.
У складі збірної був учасником розіграшу Кубка Америки 1987 року в Аргентині, здобувши того року титул континентального чемпіона, розіграшу Кубка Америки 1989 року у Бразилії, де разом з командою здобув «срібло», чемпіонату світу 1990 року в Італії, а також розіграшу Кубка Америки 1995 року в Уругваї, удруге здобувши того року титул чемпіона Південної Америки.

## Кар'єра тренера
Завершивши виступи на футбольному полі, розпочав тренерську кар'єру, працював асистентом головного тренера у декількох клубних командах. 2010 став помічником співвітчизника Серхіо Маркаряна у тренерському штабі національної збірної Перу. Згодом, 2014 року, деякий час очолював цю національну команду.
У січні 2015 року очолив тренерський штаб команди «Пеньяроль», яку залишив на початку наступного 2016 року.
Згодом повернувся до Перу, де працював протягом 2017—2018 років тренував команду «Альянса Ліма», яка під його керівництвом виграла національну першість у 2017 році.

## Титули і досягнення
- Переможець Кубка Америки: 1987, 1995
- Срібний призер Кубка Америки: 1989